# Campo Grande (Alagoas)
Campo Grande è un comune del Brasile nello Stato dell'Alagoas, parte della mesoregione di Agreste Alagoano e della microregione di Arapiraca.